# Lijst van rijksmonumenten in Niehove
De plaats Niehove telt 13 inschrijvingen in het rijksmonumentenregister. Hieronder een overzicht. 
| Object                                                                                | Oorspronkelijke functie? | Bouwjaar                                                                           | Architect | Locatie                                  | Coördinaten?                  | Nr.?   | Afbeelding                                              |
| ------------------------------------------------------------------------------------- | ------------------------ | ---------------------------------------------------------------------------------- | --------- | ---------------------------------------- | ----------------------------- | ------ | ------------------------------------------------------- |
| Eenvoudige woningen onder schilddak                                                   | Woonhuis                 |                                                                                    |           | Ds. J. Wiegersweg 2                      | 53° 17' 26" NB, 6° 21' 60" OL | 31402  | Meer afbeeldingen                                       |
| Wester Pama                                                                           | Boerderij                | ca. 1870                                                                           |           | Gaaikemaweg 10                           | 53° 17' 30" NB, 6° 20' 2" OL  | 31403  | Meer afbeeldingen                                       |
| Pand onder boven de zijgevels afgewolfd zadeldak evenwijdig aan de voorgevel          | Woonhuis                 |                                                                                    |           | Kerkpad 1                                | 53° 17' 26" NB, 6° 21' 58" OL | 31404  | Meer afbeeldingen                                       |
| Pand zonder verdieping onder laag schilddak met hoekschoorstenen                      | Woonhuis                 |                                                                                    |           | Kerkpad 3                                | 53° 17' 26" NB, 6° 21' 58" OL | 31405  | Meer afbeeldingen                                       |
| Hervormde kerk                                                                        | Kerk en kerkonderdeel    | 13e eeuw (schip) 15e eeuw (koorsluiting) 1619 (westgevel) ca. 1850 (bepleistering) |           | Kerkstraat 1                             | 53° 17' 24" NB, 6° 21' 59" OL | 31406  | Meer afbeeldingen                                       |
| Laag pandje met ter weerszijden van de ingang vensters met roedenverdeling            | Woonhuis                 |                                                                                    |           | Kerkstraat 3                             | 53° 17' 26" NB, 6° 22' 0" OL  | 31408  | Meer afbeeldingen                                       |
| Voorm. hervormde pastorie                                                             | Woonhuis                 |                                                                                    |           | Kerkstraat 10                            | 53° 17' 24" NB, 6° 21' 60" OL | 31409  | Meer afbeeldingen                                       |
| Voorm. sarrieshut                                                                     | Woonhuis                 | waarsch. 18e eeuw                                                                  |           | Molenpad 2                               | 53° 17' 27" NB, 6° 22' 3" OL  | 31410  | Meer afbeeldingen                                       |
| Voorm. smederij                                                                       | Woonhuis                 |                                                                                    |           | Kerkstraat 6-7                           | 53° 17' 24" NB, 6° 22' 2" OL  | 31411  | Meer afbeeldingen                                       |
| Twee haaks op elkaar staande eenvoudige woningen onder schilddak met hoekschoorstenen | Woonhuis                 |                                                                                    |           | Kloosterweg 2                            | 53° 17' 25" NB, 6° 22' 2" OL  | 31412  | Meer afbeeldingen                                       |
| Hummersmaheerd (terrein met een huisplaats)                                           | Archeologisch monument   | vroege middeleeuwen (800 na Chr.)                                                  |           | Gaaikemaweg (Korhorn)                    | 53° 17' 59" NB, 6° 20' 58" OL | 522139 | Upload foto                                             |
| Frytum (terrein met twee wierden)                                                     | Archeologisch monument   | Late IJzertijd (resp. 250 v.Chr. en 50 v.Chr.)                                     |           | Frijtumerweg                             | 53° 16' 55" NB, 6° 22' 56" OL | 522143 | Frytum(terrein met twee wierden)                        |
| Wierde Niehove (terrein met een deels afgegraven wierde)                              | Archeologisch monument   | Late IJzertijd (200 v.Chr.)                                                        |           | Kerkstraat Ds. J. Wiegersweg Kloosterweg | 53° 17' 23" NB, 6° 22' 1" OL  | 522157 | Wierde Niehove(terrein met een deels afgegraven wierde) |